# 3453 Dostoevsky
3453 Dostoevsky eller 1981 SS5 är en asteroid i huvudbältet som upptäcktes den 27 september 1981 av den rysk-sovjetiska astronomen Ljudmila Karatjkina vid Krims astrofysiska observatorium på Krim. Den har fått sitt namn efter den ryske författaren Fjodor Dostojevskij.
Asteroiden har en diameter på ungefär fem kilometer.